# Miki Ishii
Miki Ishii Koshikawa (japanisch 石井 美樹 Ishii Miki; * 7. November 1989 in Yokohama im Stadtbezirk Kanagawa) ist eine japanische Beachvolleyball- und ehemalige Volleyballspielerin. Sie nahm an den 2021 ausgetragenen Olympischen Spielen 2020 teil.

## Karriere

### Hallenvolleyball
Von 2005 bis 2008 spielte Miki Ishii für die Yamato Minami High School. Als bestes Ergebnis gelang dabei der neunte Platz bei der All Japan High School Championship in der Saison 2006/07. Im Anschluss daran pritschte und baggerte die aus Yokohama stammende Athletin für Hisamitsu Pharmaceutical Springs und wurde mit der Mannschaft im ersten Spieljahr japanische Vizemeisterin und ein Jahr später Pokalsiegerin im Land der aufgehenden Sonne. Mit ihrem nächsten Team JT Marvelous war die Japanerin nicht ganz so erfolgreich, es langte aber noch zu einem sechsten und einem siebten Platz in der Meisterschaft sowie zu einem weiteren siebten Rang im Pokalwettbewerb. Im Anschluss an die Saison 2013/14 beendete Ishii ihre Hallenkarriere.

### Beachvolleyball
Miki Ishii wechselte 2015 von der Halle in der Sand und gewann 2016 mit ihrer ersten Partnerin Megumi Murakami die Bronzemedaille bei den asiatischen Beachvolleyballmeisterschaften. Im gleichen Jahr wurden die beiden Japanerinnen Fünfte beim Grand Slam in Long Beach und belegten in der folgenden Saison bei der Asienmeisterschaft den fünften Rang. 2018 wurde das Beachduo Fünfte beim fünf-Sterne-Event in Gstaad, gewann eine weitere Bronzemedaille bei den Asienmeisterschaften und belegte zum Jahresabschluss beim Vier-Sterne-Turnier in Las Vegas den neunten Rang, den die beiden Sportlerinnen zum Jahresanfang der neuen Saison bei der gleichwertigen Veranstaltung in Den Haag bestätigen konnten. Sie erreichten drei Siege bei nationalen Turnieren, starteten bei der WM in Hamburg und wurden dort 33. und belegten bei weiteren vier-Sterne-Veranstaltungen in Moskau den neunten und in Chetumal den fünften Platz.
2020 erreichten sie zum dritten Mal den Bronzerang bei den asiatischen Kontinentalmeisterschaften. In ihrer letzten gemeinsamen Saison gelang Ishii und Murakami 2021 noch ein Sieg bei einem nationalen Turnier in Almelo und sie nahmen zum ersten Mal an Olympischen Spielen teil. In der Hauptstadt ihres Heimatlandes belegten sie nach einem dritten Platz in der Gruppe F und der Niederlage in der Lucky Loser Runde den 17. Rang.
Ende 2021 bildeten Miki Ishii und Sayaka Mizoe ein Beachvolleyballpaar. Sie starteten mit einem neunten Platz beim vier-Sterne-Event in Itapema und gewannen anschließend die Silbermedaille bei den Asienmeisterschaften. Bei den Weltmeisterschaften im folgenden Jahr in Rom siegten sie nach Niederlagen gegen die Schweizerinnen Joana Heidrich und Anouk Vergé-Dépré sowie gegen die späteren Europameisterinnen Anastasija Kravčenoka und Tīna Graudiņa aus Lettland im entscheidenden Spiel um den dritten Platz im Pool gegen Imane Zeroual und Mahassine Siad aus Marokko. Anschließend gewannen die beiden Japanerinnen auch das Spiel in der Lucky Loser Runde gegen die Mexikanerinnen Atenas Gutierrez / Maria Quintero. Nach der Niederlage in der ersten Hauptrunde gegen die späteren Weltmeisterinnen Eduarda Santos Lisboa und Ana Patrícia Silva Ramos belegten Miki Ishii und Sayaka Mizoe im Endklassement der WM den geteilten siebzehnten Platz. Beim folgenden Elite16 in Gstaad erreichten sie den neunten Rang. Ishii, ihre neue Partnerin Akiko Hasegawa, Suzuka Hashimoto und Reika Murakami gewannen im Juni 2024 den AVC Beach Volleyball Continental Cup und sicherten so sich und ihrem Nationalverband einen Startplatz für die Olympischen Spiele.  In Paris  wurden sie Gruppendritte, überstanden die Lucky Loser Runde durch einen Sieg gegen Placette / Richard, verloren jedoch in der ersten Hauptrunde gegen die Goldmedaillengewinnerinnen Ana Patrícia / Duda und belegten so den geteilten neunten Rang.